# Шофьор на такси
„Шофьор на такси“ (на английски: Taxi Driver) е американски филм от 1976 г. на режисьора Мартин Скорсезе по сценарий на Пол Шродър, а главната роля се изпълнява от Робърт Де Ниро.

## Сюжет
Внимание:  Текстът по-долу разкрива сюжета на произведението (или части от него)!
Робърт Де Ниро играе ролята на Травис Бикъл, 26-годишен младеж от Средния Запад, който по-рано е служил в Морската пехота на САЩ. Страдайки от хронично безсъние, той започва работа като таксиметров шофьор в Ню Йорк. В свободното си време или гледа порнофилми в кината, или кръжи безцелно с колата си из Манхатън. Случайността го среща с жена на име Бетси (Сибил Шепърд), която е помощничка в щаба на нюйоркския сенатор Чарлз Палантайн. Той я кани на кино, но когато разбира, че е отишла да гледа порнофилм, тя избягва веднага. Травис се чувства изгубен и изхвърлен от живота.
Веднъж в таксито се качва невръстната проститутка Айрис (Джоди Фостър), бягаща от сутеньора си. Той се опитва да я „спаси“, като я придумва да се върне при родителите си и да продължи да учи в училище, но тя не се вслушва в думите му и се връща обратно при сутеньора (Харви Кайтел). В таксито по-рано се качва и откачен бизнесмен (Мартин Скорсезе), който казва на Травис, че желае да убие жена си.
Травис си купува няколко пистолета, а по-късно става случаен свидетел на опит за ограбване на магазин. Той прострелва крадеца, а магазинерът довършва жертвата с бухалка. Травис решава да убие сенатора. Виждайки бодигардовете и хората от секретните служби, той бяга. Отива в бордея, застрелва сутеньора и още един негов служител, но самият той също е ранен от огнестрелни рани. Въпреки всичко това, той оцелява и е обявен от пресата за спасител на Айрис.

## Актьорски състав
| Изпълнител     | Роля                    |
| -------------- | ----------------------- |
| Робърт Де Ниро | Травис Бикъл            |
| Харви Кайтел   | Матю „Спорт“ Хигинс     |
| Джоди Фостър   | Айрис „Изи“ Стийнсма    |
| Сибил Шепърд   | Бетси                   |
| Албърт Брукс   | Том                     |
| Ленърд Харис   | Сенатор Чарлс Палантайн |
| Питър Бойл     | Магьосника              |

## Оценки
„Шофьор на такси“ е може би един от филмите, с които най-ярко е запомнен Скорсезе като режисьор и творец. Това е така, понеже в този филм той навлиза най-дълбоко и с най-голяма критичност в социалните пластове на съвременна Америка и кинематографски успява да въздейства на публиката. Жесток, безкомпромисен, яростен, но и по човешки нежен едновременно, филмът дължи голяма част от убедителността си на яркото присъствие на Де Ниро. Това е може би най-култовата роля на актьора, въпреки че Скорсезе го снима отново и отново в следващите си филми.

## Награди и номинации
- Златна палма - кинофестовала в Кан
- Оскар – номинации: най-добър филм, най-добра главна мъжка роля, най-добра музика и най-добра поддържаща женска роля.